# Cette sale terre
Pour plus de détails, voir Fiche technique et Distribution.
Librement adapté de la Terre de Zola, Cette sale terre (This Filthy Earth) est un film quasi expérimental anglais de 2001 réalisé par Andrew Kötting.

## Synopsis
Aux confins de la Grande-Bretagne, Francine, Kath et la fille de cette dernière vivent dans une ferme sans âge. Enthousiastes et optimistes, les deux sœurs font tourner l’exploitation comme elles le peuvent. Buto, le père de la fillette, cupide, violent et égoïste, s’apprête à épouser Kath car, bientôt âgée de 21 ans, celle-ci va hériter des terres...

## Fiche technique
- Titre français : Cette sale terre
- Titre original: This Filthy Earth
- Réalisation : Andrew Kötting
- Scénario : Andrew Kötting et Sean Lock
- Sociétés de production : East London Film Fund, Film Council, FilFour, Yorkshire Media Production Agency (YMPA)
- Producteurs : Ben Woolford, Robin Gutch, Chris Collins
- Musique : David Burnand
- Directeur de la photographie :
- Montage : Cliff West
- Date de sortie : 2 novembre 2001 (Grande-Bretagne), 28 juillet 2004 (France)
- Film anglais
- Format : 35 mm, couleurs
- Genre : drame
- Durée : 111 minutes

## Distribution
- Rebecca Palmer : Francine
- Shane Attwooll : Buto
- Demelza Randall : Kath
- Xavier Tchili : Lek
- Dudley Sutton : Papa
- Ina Clough : Amandine
- Peter Hugo-Daly : « Jésus Christ »
- Eve Steele : Magan
- Ryan Kelly : Joey